# Riccardo Torriani
Riccardo Torriani, conegut popularment com a Bibi Torriani, (Sankt Moritz, 1911 - Coira, Suïssa 1988) fou un esportista suís que destacà en l'hoquei sobre gel i el luge entre les dècades del 1920 i 1950.

## Biografia
Va néixer l'1 d'octubre de 1911. Va morir el 3 de setembre de 1988 a la població de Coira, situada al cantó dels Grisons.

## Carrera esportiva
Torriani participà en l'equip suís que en els Jocs Olímpics d'Hivern de 1928 disputats a Sankt Moritz aconseguí la medalla de bronze. Tornà a participar en els Jocs Olímpics d'Hivern de 1936 disputats a Garmisch-Partenkirchen, si bé l'equí suís fou un dels grans derrotats i no passà de la primera ronda. En la realització dels Jocs Olímpics d'Hivern de 1948 novament a Sankt Moritz Torriani fou l'escollit per realitzar el Jurament Olímpic a l'inici dels Jocs i participà en els jocs en l'equip suís d'hoquei sobre gel, aconseguint novament la medalla de bronze.
A la dècada del 1950 inicià la seva participació en el mundial de luge, aconseguint el segon lloc l'any 1957 en el campionat disputat a Davos.